# Copelatus supplementaris
Copelatus supplementaris är en skalbaggsart som beskrevs av Régimbart 1895. Copelatus supplementaris ingår i släktet Copelatus och familjen dykare. Inga underarter finns listade i Catalogue of Life.